# Leotia lubrica
Leotia lubrica é uma espécie de fungo da família Leotiaceae. Foi descrita cientificamente pela primeira vez por Giovanni Antonio Scopoli, mas posteriormente transferida para o gênero Leotia por Christiaan Hendrik Persoon. A relação desta espécie, que é a espécie-tipo do gênero, com outros membros de Leotia é complexa.
A espécie produz ascomas pequenos, com até 6 cm de altura, compostos por um píleo e um estipe. Os ascomas mais jovens são pequenos e cônicos, mas o píleo fértil cresce rapidamente a partir do estipe. De cor ocre com tons de verde-oliva, os píleos têm formato irregular, enquanto o estipe, de cor semelhante, os fixa ao solo. A aparência pode variar e é semelhante à de outras espécies, como Cudonia confusa, Cudonia circinans, Leotia atrovirens e Leotia viscosa.
Leotia lubrica foi registrada na Europa, Ásia, América do Norte e Australásia. Cresce em florestas entre musgos, detritos vegetais ou outros habitats, geralmente em grande quantidade, embora possa formar aglomerados estreitos ou crescer isoladamente. A espécie pode ser saprótrofa ou, possivelmente, obter nutrientes de árvores vivas por meio de ectomicorrizas. É frequentemente considerada não comestível, embora haja relatos ocasionais de que seja comestível.

## Taxonomia
A espécie foi descrita cientificamente pela primeira vez por Giovanni Antonio Scopoli em 1772. Scopoli a nomeou como Elvella lubrica ou Helvella lubrica, com o epíteto específico lubrica, que significa "escorregadio" ou "viscoso". Em 1794, Christiaan Hendrik Persoon transferiu a espécie para o gênero Leotia, onde permanece desde então. Outros sinônimos incluem Leotia gelatinosa, usado por John Hill em 1751, Helvella gelatinosa, usado por Jean Baptiste François Pierre Bulliard em Histoire des champignons de la France, e Peziza cornucopiae, nome dado por Georg Franz Hoffmann em 1790.
Leotia lubrica é a espécie-tipo do gênero Leotia. Foi sugerido que a espécie tem uma relação próxima com Leotia atrovirens. O micologista Geoffrey Kibby propôs que a coloração esverdeada de L. atrovirens pode ser causada por uma infecção por um fungo imperfeito em L. lubrica, enquanto David Arora sugeriu que as duas espécies podem se intergradar. Em 2004, análises filogenéticas indicaram que L. lubrica, L. atrovirens e L. viscosa, embora morfologicamente bem definidas, não são monofiléticas. Os espécimes de L. lubrica podem ser divididos em pelo menos dois grupos, um dos quais também inclui espécimes de L. viscosa. Esses grupos podem ser diferenciados morfologicamente pela cor do estipe quando seco. A espécie mais basal foi identificada como L. atrovirens.

## Descrição

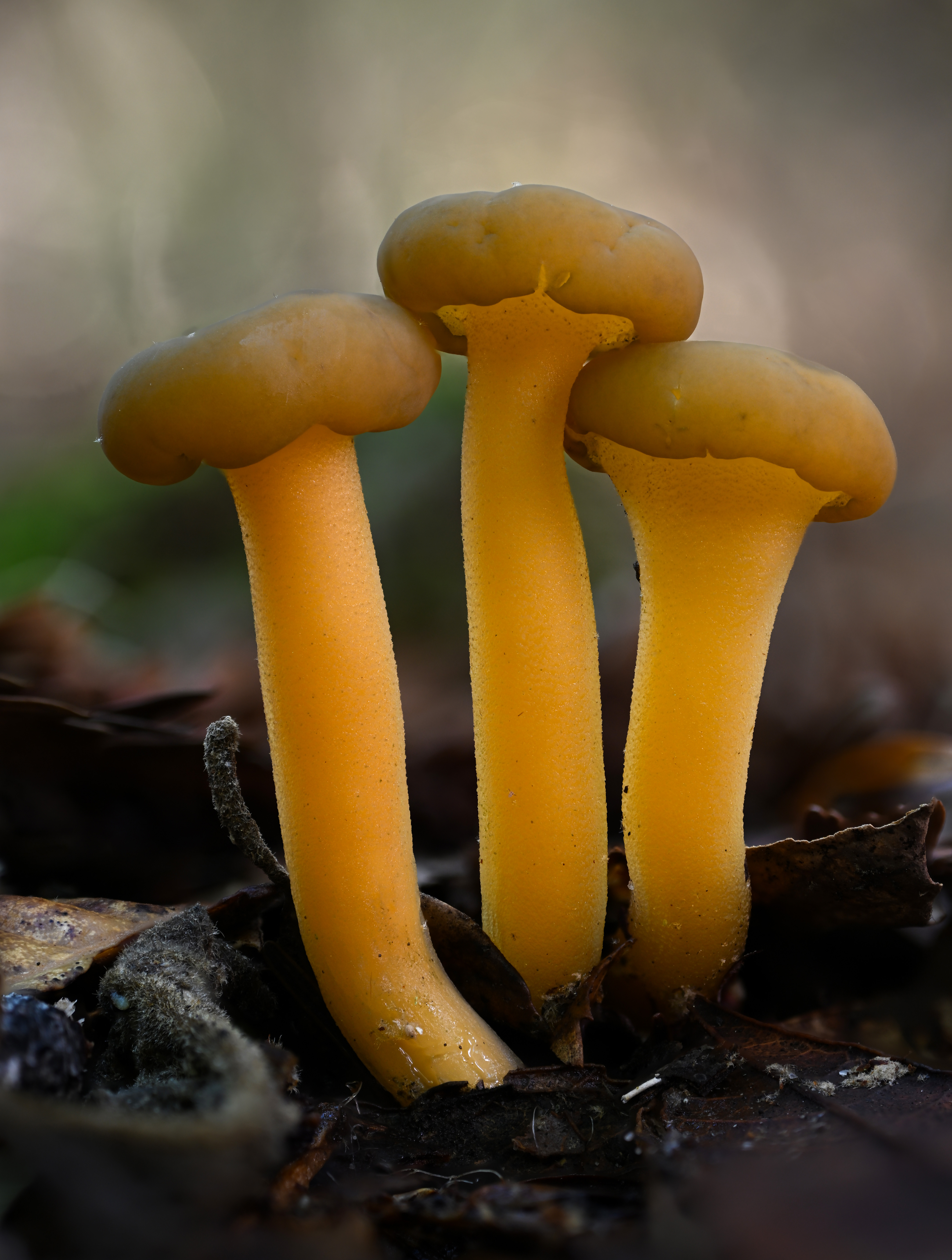
Ascomas de L. lubrica.

Leotia lubrica produz ascomas que quando mais jovens são cônicos. Quando atingem cerca de 2 mm de comprimento, a ponta do cone começa a se expandir, formando o píleo. Nesse estágio, o himênio se diferencia do resto do ascoma que rapidamente atinge sua forma madura, desenvolvendo-se apenas por crescimento após esse ponto.
Cada ascoma possui um único píleo fértil, com 1 a 3 cm de diâmetro, de cor ocre esverdeada e textura gelatinosa. A superfície do píleo pode ser lisa, pegajosa ou viscosa ao toque. Apesar de convexo, o píleo é composto por lobos e ondulações irregulares, com a borda voltada para dentro. A face inferior é mais clara que a superior e é lisa. O píleo é sustentado por um estipe central, com 2 a 8 cm de altura e 3 a 10 mm de largura, afinando em direção ao substrato. O estipe é geralmente cilíndrico, mas pode ser achatado e, ocasionalmente, apresentar sulcos. Sua cor é semelhante à do píleo, mas mais amarelada, e a superfície é coberta por pequenos grânulos esverdeados. A carne do píleo é gelatinosa, enquanto o estipe é predominantemente oco, embora possa conter gel. Não possui odor ou sabor perceptíveis.

### Características microscópicas
Os esporos de L. lubrica são produzidos em ascos que medem cerca de 150 por 10–12 μm. Os ascos são claviformes, e cada um geralmente contém oito esporos. São inoperculados, ou seja, não possuem uma tampa e precisam se romper para liberar os esporos. Os esporos alongados medem 20 a 25 por 5 a 6 μm e são subfusiformes, afinando ligeiramente nas extremidades. A superfície é lisa, podendo ser curvada, e os esporos geralmente contêm quatro pequenas gotas de óleo. Os esporos maduros são septados, divididos por vários septos ao longo de seu comprimento, com tipicamente 5 a 7 partições, e são hialinos. As paráfises são filiformes e incolores e medem 105 a 124 por 1,8 a 2,8 μm.

### Espécies semelhantes
Os ascomas de L. lubrica são semelhantes aos de Cudonia confusa; a distinção pode ser feita porque os ascomas de L. lubrica são mais robustos, enquanto os de C. confusa são muito mais pálidos. Outra espécie de Cudonia, Cudonia circinans (muito semelhante a Cudonia lutea), também é semelhante a L. lubrica, mas pode ser diferenciada pela cor (mais acastanhada), esporos (menores e mais finos) e textura (menos viscosa e gelatinosa que L. lubrica). Os ascomas de L. lubrica também podem ser confundidos com os da mais rara L. atrovirens, que se diferencia por sua coloração mais escura. L. viscosa pode ser distinguida pela coloração, pois possui um píleo verde, embora os ascomas de L. lubrica também possam apresentar tons esverdeados.

## Distribuição e habitat

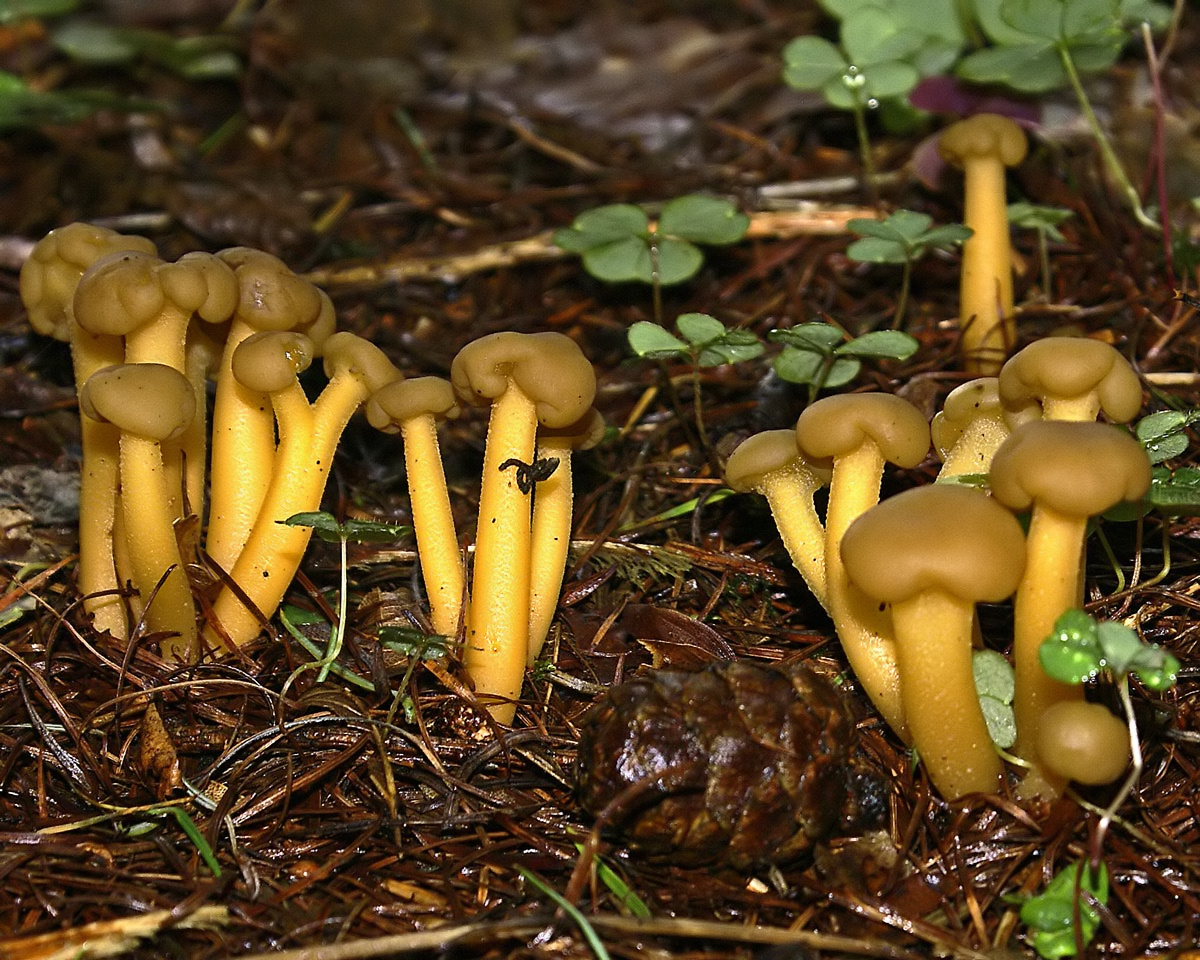
Os cogumelos de L. lubrica crescem em grande número, geralmente em solo, musgo ou resíduos vegetais.

Os ascomas são encontrados do final do verão ao final do outono na Europa, e do final da primavera ao outono na América do Norte, onde é a espécie de Leotia mais comum. Também foi registrada no leste da Ásia, na China e no Tibete, assim como na Nova Zelândia e Austrália.
Leotia lubrica prefere florestas decíduas úmidas, mas também pode ser encontrada sob coníferas. Habitats favorecidos incluem margens de caminhos e sob samambaias, enquanto os substratos preferidos incluem solo, musgo e resíduos vegetais.
Os ascomas são geralmente encontrados em grande número, as vezes em aglomerados, embora espécimes solitários sejam ocasionalmente observados. Vários ascomas podem estar conectados em suas bases, ou ascomas mais jovens podem crescer a partir das bases de ascomas mais velhos.

## Ecologia

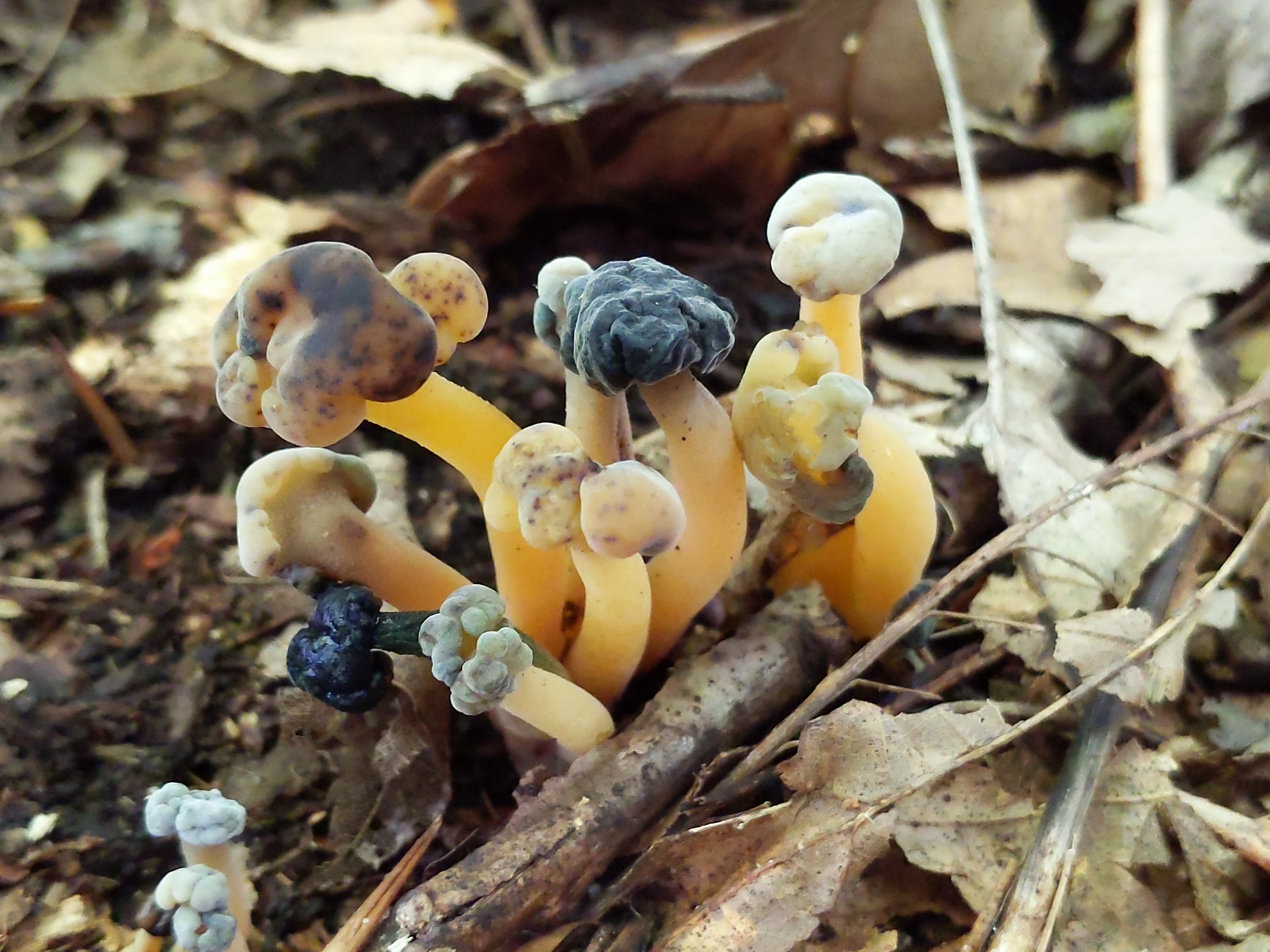
Hypomyces leotiicola infectando Leotia lubrica (Michigan, Estados Unidos).

Embora tradicionalmente considerada saprófita, evidências moleculares, isotópicas e outras linhas sugerem que L. lubrica forma ectomicorrizas.
Os ascomas podem ser infectados pelo mofo Hypomyces leotiarum (forma de reprodução assexuada de Hypomyces leotiicola).

## Toxicidade
Os cogumelos de L. lubrica têm pouco interesse culinário, e são frequentemente descritos como não comestíveis em guias de campo. No entanto, também foi relatado que a espécie é comestível, embora insípida. Charles McIlvaine a considerava boa, enquanto outros a descrevem como sem sabor. Foi constatado que os cogumelos de L. lubrica contêm baixos níveis de monometil-hidrazina, uma substância tóxica associada ao cogumelo venenoso (se consumido sem o devido cozimento) Gyromitra esculenta.